# Jarwa
Jarwa är en ort i Indien.   Den ligger i distriktet Balrampur och delstaten Uttar Pradesh, i den nordöstra delen av landet, 500 km öster om huvudstaden New Delhi. Jarwa ligger 160 meter över havet och antalet invånare är 856.
Terrängen runt Jarwa är platt söderut, men norrut är den kuperad. Terrängen runt Jarwa sluttar söderut. Runt Jarwa är det tätbefolkat, med 411 invånare per kvadratkilometer. Närmaste större samhälle är Tulsīpur, 16,4 km sydväst om Jarwa. Omgivningarna runt Jarwa är en mosaik av jordbruksmark och naturlig växtlighet.